# 塩の街
『塩の街』（しおのまち）は、有川浩による日本のライトノベル。イラストは昭次が担当している。第10回電撃ゲーム小説大賞受賞作。電撃文庫（メディアワークス）にて2004年2月に刊行された。初刊時のタイトルは『塩の街 wish on my precious』。ハードカバーおよび角川文庫で再刊された際は『塩の街』となっている。
メディアミックスとして弓きいろによるコミカライズが『LaLa』（白泉社）にて2021年10月号より2024年11月号まで連載。

## あらすじ
突如として空から巨大な塩の結晶が落下し、同時に人々が塩へと変わる「塩害」と呼ばれる怪現象が発生してから数か月。
塩に埋め尽くされて社会が崩壊しかけた東京で暮らす真奈と、その保護者的存在の秋葉。時に穏やかに、時に激しく人が二人の前を行き過ぎる中で、二人の気持ちは徐々に変わりつつあった。
そして、二人の許へ訪れた一人の来客が秋庭と真奈、そして世界の運命を変えることとなる。

## 本作における塩害
ここでいう塩害とは一般的にいう塩害とは異なる。この作品中での塩害は東京湾羽田空港沖に建設中の埋め立て用地基礎に落下した、全高約500メートルに及ぶ巨大な塩化ナトリウムの結晶を視認したことにより人が感染・塩化し、死に至る病が広がっていることを指す。入江はこの巨大な結晶を紛れもない生物だと明言し、人に暗示して感染・塩化させることで増殖する「暗示性形質伝播物質」だと推測している。これに感染・塩化し、死に至った人間の亡骸である「塩の柱」もこの病の感染源となる。ただし直接的に塩を目視しない限り感染効果はなく、そのためテレビ等の映像では塩害にはならない。入江がこの塩害は結晶を見ると伝染すると考えたのは、犠牲者の中に視覚障害者が一人もいないという、確率的にありえない事態が起こっていたからであった。結晶の飛来直後は人々が暗示にかかりやすい状態だったため、人が結晶を見た瞬間に塩化・即死したが、塩害発生の初日以降は混乱により人々が疑心暗鬼に陥ったことで暗示されづらくなり、これにより感染力も徐々に弱まっている。
塩害により真奈は両親を失い、また国家が臨時国会期間中だったため国会に登院しようとした議員・政府要人がことごとく被害にあい、内閣・各省庁も事実上の壊滅状態に陥る。初日の犠牲者は東京だけで推定5～600万人に上るとされ、役所が機能を停止するまでに出された塩害による死亡届は延べ300万人分を突破。関東圏の人口は3分の1に減り、日本全国で推定8,000万の人口が半年で失くなっている。このうち3分の2は初日に死亡したと推測されている。犠牲者には塩害発生の余波による事故・犯罪の被害者も含まれている。また東京湾だけでなく日本各地、さらに世界各国にも大小さまざまな結晶が落着しているため、塩害は日本以外にも広まっている。一時放送各局は報道合戦状態で華やかだったが、スポンサーが無くなるとともに採算の合わなくなった局から閉鎖され、最終的にはNHKだけしか残らなかった。残ったNHKも放送局として機能せず、再放送だと疑われるニュースだけを延々と流すのみであった。かろうじてラジオが機能しているかどうかというだけで、情報も入ってこない閉鎖された世界となっていた。
臨時政府は辛うじて存在するが、残された地域行政を統括して配給とライフラインを保全することに手一杯で、作中で米国が行っているように結晶の落ちた都市をロックダウンしたり、結晶周囲に防護壁を建てるといった塩害対策すら行えない。自衛隊も塩害に災害出動したベテラン隊員らを喪失したことで、ほぼ若手隊員たちしか残っておらず、さらに防衛省と上層部の全滅によって指揮系統が崩壊したため、駐屯地や基地ごとに孤立して活動している。「塩害特例」という形で治安維持法が復活したものの、警察などのシステムはほとんど機能しなくなっている。秋庭のように技術や知識の引き出しを持たない俗に言う社会的弱者は、配給により食料を手に入れるくらいしか生活するすべがない。生きるのが困難な人々は、誰も住んでいない家や学生などの弱者が住んでいる家、誰もいなくなった商店等を襲撃して物資を手に入れるようになり、治安は悪化を超えて無秩序。生きることが狩る側と狩られる側の戦い無しでは不可能に近い時代となっている。真奈も塩害により狩られる側の人間となったが、そこで秋庭に助けられ暮らす場所を与えられた。

## 登場人物

### 主要人物
秋庭 高範（あきば たかのり）
元航空自衛隊二等空尉。航空自衛隊に所属していたが、世間と入江から行方をくらますためか新橋に住んでいる男。真奈が街で襲われているのを発見し「寝覚めが悪いから」と素っ気なく助けたところ、身寄りが無いことから仕方なく真奈の保護者となる。
一見荒っぽい人間に見えるが相当の照れ屋で、正義感の持ち主でもある。真奈いわく「人に優しくする時に素っ気なく、怒ったような態度をとる人」。また引き出し（技術や知識）を多く持ち、普段はそれで足りない生活資金を稼いでいる。配給もあるのであまり生活は苦しくないようだ。
F-15Jイーグル戦闘機のパイロットで航空戦競会三連覇という自衛隊での伝説的な過去を持っていたが、真奈は立川駐屯地でその話を聞くまで知らなかった。意外と潔癖な性格で、大規模テロ作戦に参加する時も自分の業績が原因で内閣軍閥化（自衛隊が政治の実権を握る状態）にならないよう、配慮を多々していた。
雑誌『ダ・ヴィンチ』2009年5月号の「有川浩徹底特集」における「有川ワールドなんでもランキング」の「好きなカップルBEST10」では、真奈とともに第8位。2013年5月の同ランキングでも第8位。
小笠原 真奈（おがさわら まな）
塩害により両親を失い、暴徒に襲われそうになったところを秋庭に助けられた普通の女子高校生。おとなしく目立たない外見だが、優しく一途でとても健気な少女。意外と決めたら頑固であり、秋庭が最終的にいつも折れる。また『その後』ではノブオに大人しやか（大人びた・落ち着いた）と評されていた。
芯が強くとても理性的な性格をしていて、物事をしっかりと捉えて越えていく強さを持ち、秋庭との恋に関わること以外はワガママすら言わない。ちなみに喧嘩する時は理詰めで攻めるため秋庭を拗ねさせたことも。他人からは可愛いと言われるが、狩られる側を実体験したことがある彼女にとっては嬉しい言葉ではなく「要らない」と返したことがある。
秋庭と暮らし始めていつからか猫、犬、そして遼一を拾ってくる。秋庭いわく「余計なものに引っかかって見なくてもいいものを見てしまう」人間。
秋庭のことを前から好きとは思っていたようだが、秋庭が大規模テロ作戦に参加する話をきっかけにする前までは無意識に過ごしていた。

### 二人の前を行き過ぎた人間たち
谷田部 遼一（やたべ りょういち）
海へ向かう途中に倒れて真奈に助けられた青年。幼馴染みの海月との最後に彼女をきれいな海に溶かすことを約束し、海月の塩の亡骸をリュックに詰め込んで旅に出る。旅の途中で飢えていたところを真奈に保護され、秋庭たちの協力を得て目的地の海に向かう。最期は海月の亡骸を海に撒いて2人と別れた後、自らも海に溶けて一緒になった。
海月（みつき）
遼一の幼馴染み。将来を約束した相手がいたが、塩害にかかったとき「本当は遼一のことが好き」だと気づき、死ぬ前に遼一のところに来てその気持ちを伝え、彼の腕の中で最期を迎えた。
トモヤ
囚人。罪は明らかにされていないが懲役1年6ヶ月の判決を受けていた。その後は塩害にかかり、怖くなった彼は刑務所を警備していた自衛官を殺害し、自衛官の64式小銃を強奪して刑務所を脱走。遼一を海へ送り帰路についていた秋庭と真奈を銃撃する。その後2人の家に上がり込んで占拠するうち真奈の姿・料理などの特徴が、彼が淡い恋心を抱いていた横山ユウコに重なり、最期は真奈に優しくしてくれと懇願した後、彼女を想いながら息を引き取った。
後に入江から塩化実験の被験体であったことを明らかにされる。その際に入れられた部屋の壁は白く光っていて綺麗だったと彼自身は語っていたが、これはすべて結晶から削ってきたものでできていた。ここで彼は塩害に感染し、塩化が始まった。
横山 ユウコ（よこやま ゆうこ）
トモヤが通っていた高校のクラス委員。トモヤがひそかに憧れていたが、照れて素直な気持ちを言えなかった。

### 自衛隊関係
入江 慎吾（いりえ しんご）
陸上自衛隊・立川駐屯地の駐屯地司令で、秋庭の高校の同級生。秋庭のことを「お友達」と称してかなり気に入っているが、秋庭は彼のことを好きではなく、全面的に信用していない。ただし彼の知識の多さ・言う事の正しさに関してはそれなりに理解している。また彼は秋庭が唯一、恐怖を抱く存在。
とにかく頭が切れる人間で、さらに自身を天才と臆面もなく称するほど性格もかなりキレている。駐屯地司令だが正体は自衛官ではなく、塩害前はエリート大学にストレート進学後、警視庁科学捜査研究所に配属された技官だった。しかし塩害発生後、塩害が目視で感染する可能性にいち早く気づいて打診したにも拘わらず、その性格が祟ってかよってたかって周囲に握り潰されてしまう。それでもこのまま人類（主に自分）が滅ぼされるのが絶対に嫌だったため、塩害で自衛隊の指揮系統が壊滅しているのをいいことに、なりすましで立川駐屯地司令の肩書きをまんまと手にする。
不思議な雰囲気を持ち性格の全容はとても把握できない。見た目・態度は自衛官らしくない（そもそも正式な自衛官ではない）が、言うことに間違いは無く結果のためなら手段を選ばない冷酷な面を持つ人間である。自分の都合で他人を使役するのは好きだが、逆に自分が使役されることは嫌う。自分の気に入らない状況は絶対に跳ね返すと言い切り、秋庭に「大規模テロ」と称する対塩害作戦への誘いを持ちかける。作戦が終わった後も塩害研究の第一人者として黙認されてきたが、終結宣言が出された後は地位に興味も持たずさっさと雲隠れした。
秋庭には明かさなかったが実はロマン主義者な面もあり「愛は世界を救わず当事者だけを救う。僕らはその余禄に与るだけ」と明言している。真奈いわく「おかしな男」で、初対面で銃口を向けられたのにもかかわらず、真奈は最後まで一緒にいて恐怖を抱かなかった。余談だが、作者ですら把握することを拒まれたらしい。
野坂 由美（のさか ゆみ）
陸上自衛隊武器科所属の三曹。ひょんなことから真奈と親しくなった自衛官。野坂 正の妻。旧姓は関口。自衛隊内では強そうに見えるが、行き帰りは自衛隊の制服で過ごすなど実は普通の女性であることを真奈に明かす。大規模テロ作戦の話し合いが始まった自衛隊内では、ある意味唯一の真奈の理解者である。
恋や自然な気持ちのためなら公私混同でもなんでもこい、という気概のある強気な人物に見えるが、本来の自分がとても弱いことを知っていて、それを誤魔化さず涙できる女性。入江とはある意味で正反対の人。
もとは練馬駐屯地の所属だが、塩害により練馬の人員が減少し、立川駐屯地に装備ごと部隊が移駐・統合されたことで、彼女も立川駐屯地へと移動している。
野坂 正（のさか ただし）
陸上自衛隊通信科所属。由美の夫。秋庭を探すために由美から相談されるが、秋庭から直接頼まれたことがあったために応じたふりをして2人を部屋に閉じ込めた。性格としてはとても優しく落ち着いていて、少々天然で押しに弱いが頭の回転は速い。入江の指令としての命令に対して逆らうという面も見せた。キツいタイプが好みらしい。心から由美を愛していることが作品中で何回か描写されていて、『塩の街、その後』では自身の方から告白したというエピソードも語られている。余談だが大賞応募時には登場していない人物だった。

### 米軍関係
以下の2人はハードカバー版には登場しない。
グレッグ・マクファーレン
アメリカ海軍大尉・厚木基地航空隊所属。秋庭が作戦を実行中に無線で通信していたF/A-18戦闘機のパイロットで、塩害の破壊作戦の情報を間近で収集し本国に報告する予定だった。秋庭が作戦を延期しない理由を聞いて、思わず口笛を吹いて茶化したことも。作戦のパイロットに選ばれるだけあって腕は一流だった（それでも秋庭には及ばなかったようだ）が、後部座席のRIO（ニックス）が結晶への攻撃直後に塩化・死亡したことをうけ機内が塩に埋もれて目視不能になり、秋庭に脱出するように言われて脱出した。
カール・ニックス
アメリカ海軍中尉・厚木基地航空隊所属。RIO（Radar Intercept Officer）としてマクファーレンの後部座席に搭乗。秋庭が塩の結晶を爆破して頭上に塩の雨が降った際、戦果確認の癖で振り返ったことにより塩化・死亡した。

## 塩の街、その後
『塩の街、その後』（しおのまち、そのご）は、本作品のサイドストーリーに当たる短編小説である。電撃hpに掲載された三話と、単行本化の際に書き下ろした一話の、合計で四つの話があり、題名にはそれぞれ、本編より後の話には「飛行後打ち合わせ」の意味を持つ「debriefing」が、本編より前の話には「飛行前打ち合わせ」の意味を持つ「briefing」が冠されている。
-debriefing- 旅のはじまり
-briefing- 世界が変わる前と後
-debriefing- 浅き夢みし
-debriefing- 旅の終わり

### 『その後』の登場人物
高橋 ノブオ（たかはし ノブオ）
ルポライターを目指す中学生。塩害によって変貌した世界の姿を見るべく、秋庭と真奈の車に無理やりヒッチハイクを仕掛け、二人と行動を共にする。
江崎 樹里（えざき じゅり）
巨大な洋館に住まう車椅子の少女。入江の人体実験により父親を殺されたことを恨んでおり、自分が罹った塩害を入江に治させるべく拉致した。
柏木（かしわぎ）
江崎家に仕える使用人。父親が江崎家の執事であったために子供のころから江崎家に出入りしており、樹里が物心ついたころからずっと傍らに居た。
秋庭の父
秋庭の父親。元航空自衛官のパイロットであり、自分がパイロットであったせいで妻の臨終を看取れなかったことを後悔している。そのため自分と同じ道を目指す秋庭と対立し、長いあいだ絶縁状態にあった。

## 制作背景
本作はハードカバーとして刊行することを著者の担当が推していたが、同作品が電撃小説大賞の〈大賞〉を受賞したために電撃文庫から刊行するを余儀なくされ、その後の二作品は担当の要望どおりハードカバーとして刊行された。このため、『塩の街』が三部作の陸上自衛隊編であるということが読者にもなかなか認識されないということもあり、『塩の街』は続編を収録した後に新たにハードカバーとして刊行されたという経緯がある。

## 既刊一覧
- 有川浩（著） / 昭次（イラスト） 『塩の街 wish on my precious』 メディアワークス〈電撃文庫〉、2004年2月10日発売[6]、ISBN 4-8402-2601-6
- 有川浩『塩の街』 メディアワークス、2007年6月11日発売[7]、ISBN 978-4-8402-3921-9
- 有川浩『塩の街』 角川書店〈角川文庫〉、2010年1月23日発売[8]、ISBN 978-4-04-389803-9
  - 刊行後に乱丁が見つかり商品を回収した後、改めて出版し直された[9]。

## 漫画
コミカライズが『LaLa』（白泉社）にて、2021年10月号から2024年11月号まで連載された。作画は『図書館戦争』シリーズのコミカライズと同じく弓きいろが担当。同誌2025年2月号には特別編を掲載。
- 有川ひろ（原作）・弓きいろ（作画） 『塩の街 -自衛隊三部作シリーズ-』 白泉社〈花とゆめコミックス〉、全6巻
  1. 2022年4月5日発売[11][12]、ISBN 978-4-592-22111-1
  2. 2022年10月5日発売[13]、ISBN 978-4-592-22112-8
  3. 2023年4月5日発売[14]、ISBN 978-4-592-22113-5
  4. 2023年11月2日発売[15]、ISBN 978-4-592-22114-2
  5. 2024年6月5日発売[16]、ISBN 978-4-592-22115-9
  6. 2025年1月4日発売[17]、ISBN 978-4-592-22190-6